# Ermita de Sant Roc (Alacant)
L'ermita de Sant Roc és un temple del barri homònim de la ciutat d'Alacant.
Va ser construït originàriament l'any 1559, en honor d'un dels patrons de la ciutat, el qual segons la llegenda, va salvar els alacantins de la pesta. Tres segles després, l'any 1867, va ser enderrocat i reedificat en 1869 pel projecte de l'arquitecte Josep Guardiola Picó, que li va conferir l'estil eclèctic que es troba actualment. L'any 1900 es va alçar en la mateixa línia arquitectònica l'edifici contigu, obra de Manuel Chápuli.
L'ermitori de Sant Roc és dels pocs exemples de les moltes ermites que hi va haver repartides en el passat per la ciutat. Va ser la seu dels gremis d'obrers de vila i pedrapiquers, els quals la van reparar en diverses ocasions i evitant la seua ruïna.
L'edifici és de dimensions reduïdes, amb una única nau, arcs amb contraforts i absis poligonal.